# Reverence (album Emperor)
Reverence – minialbum norweskiego zespołu black metalowego Emperor wydany w październiku 1996 roku przez wytwórnię płytową Candlelight Records promujący drugi album zespołu Anthems to the Welkin at Dusk.

## Lista utworów
| Nr | Tytuł utworu                                                   | Długość |
| -- | -------------------------------------------------------------- | ------- |
| 1. | „The Loss and Curse of Reverence”                              | 6:10    |
| 2. | „In Longing Spirit”                                            | 6:00    |
| 3. | „Opus a Satana” (instrumentalna wersja utworu "Inno A Satana") | 4:17    |
|    |                                                                | 16:27   |

## Twórcy
- Ihsahn – śpiew, gitara, instrumenty klawiszowe
- Samoth – gitara
- Alver – gitara basowa
- Trym Torson – instrumenty perkusyjne